# Aleksandr Smirnov
Aleksandr Viktorovič Smirnov (in russo Александр Викторович Смирнов?; Tver', 11 ottobre 1984) è un ex pattinatore artistico su ghiaccio russo, specializzato nel pattinaggio artistico su ghiaccio a coppie.

## Palmarès

### Con Juko Kavaguti
| Internazionali | Internazionali | Internazionali | Internazionali | Internazionali | Internazionali | Internazionali | Internazionali | Internazionali | Internazionali | Internazionali | Internazionali |
| Evento | 2006–07        | 2007–08        | 2008–09        | 2009–10        | 2010–11        | 2011–12        | 2012–13        | 2013–14        | 2014–15        | 2015–16        | 2016–17        |
| --- | -------------- | -------------- | -------------- | -------------- | -------------- | -------------- | -------------- | -------------- | -------------- | -------------- | -------------- |
| Giochi olimpici invernali                                                                                                  |                |                |                | 4°             |                |                |                |                |                |                |                |
| Campionati mondiali | 9°             | 4°             | 3°             | 3°             | 4°             | 7°             | 6°             |                | 5°             |                |                |
| Campionati europei |                | 3°             | 2°             | 1°             | 2°             | R              | 5°             |                | 1°             | R              |                |
| GP Finale |                | 5°             | 5°             | 5°             |                | 3°             | 6°             |                | 6°             | 3°             |                |
| GP Trophée Eric Bompard |                |                |                |                |                |                | 1°             |                |                |                |                |
| GP Cup of China |                |                |                |                |                | 1°             | 2°             |                |                | 1°             | 6°             |
| GP NHK Trophy |                |                |                | 2°             |                | 1°             |                | R              | 2°             |                |                |
| GP Rostelecom Cup | 3°             | 3°             | 2°             | 2°             | 1°             | 2°             |                |                |                | 2°             |                |
| GP Skate America |                |                |                |                |                |                |                |                | 1°             |                |                |
| GP Skate Canada |                | 3°             | 1°             |                | R              |                |                | R              |                |                | 5°             |
| CS Mordovian Ornament |                |                |                |                |                |                |                |                |                | 1°             |                |
| CS Nebelhorn Trophy |                |                |                |                |                |                |                |                | 1°             |                |                |
| CS Nepela Memorial |                |                |                |                |                |                |                |                |                |                | 2nd            |
| Cup of Nice | 1°             | 1°             | 1°             |                |                |                |                |                |                |                |                |
| Nazionali |                |                |                |                |                |                |                |                |                |                |                |
| Campionati russi | R              | 1°             | 1°             | 1°             | 2°             | R              | 2°             |                | 3°             | 2°             | 5°             |
| Eventi a squadre |                |                |                |                |                |                |                |                |                |                |                |
| World Team Trophy |                |                | 5° S 2 P       |                |                |                |                |                | 2° S 3° P      |                |                |
| R = Ritirati S = Risultato della squadra; P = Risultato personale; Medaglie assegnate solo per il risultato della squadra. |                |                |                |                |                |                |                |                |                |                |                |

### Con Ekaterina Vasilieva
| Risultati               | Risultati      |
| Internazionali          | Internazionali |
| Evento                  | 2005–06        |
| ----------------------- | -------------- |
| Campionati mondiali     | 6°             |
| JGP Polonia             | 2°             |
| Nazionali               |                |
| Campionati russi        | 6°             |
| Campionati russi junior | 1°             |